# Figuras de Chladni

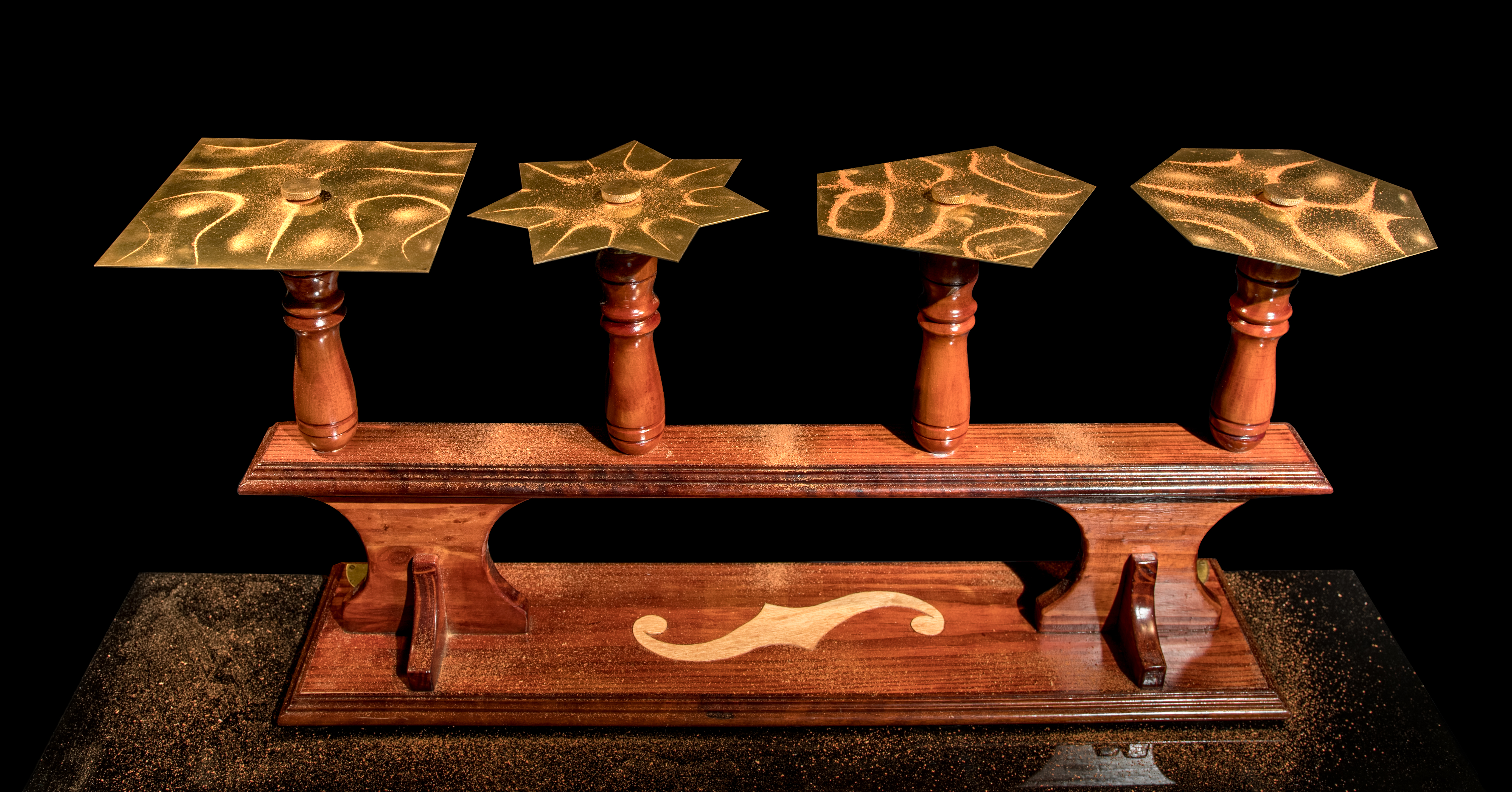
Figuras de Chladni sobre placeas metálica.

Dibujos realizados por Ernst Chladni que muestran los patrones formados por arena colocada sobre una placa metálica cuadrada al ser sometida a vibraciones.

Se denominan figuras de Chladni a los patrones formados por una sustancia granulada sobre una superficie plana vibrando en un modo propio.
Al propagarse ondas mecánicas por un objeto extendido, lo hacen en todas direcciones. Dependiendo de las longitudes características del cuerpo, las condiciones de contorno que este impone a las ondas pueden inducir la resonancia de alguno de los componentes en frecuencia de la perturbación incidente.
En el caso de un objeto con geometría tipo membrana, como una tapa de guitarra, las oscilaciones resonantes se manifiestan en la dirección normal al plano del cuerpo. Al tratarse de ondas estacionarias, para cada modo característico, quedan determinadas en la superficie zonas ventrales donde la amplitud de vibración es máxima y nodales donde la amplitud es mínima. Así, si se distribuye una sustancia granular sobre el objeto, esta tenderá a acumularse en los nodos formando lo que se conoce como figuras o patrones de Chladni en honor al físico alemán Ernst Chladni, quien en 1787 publicó el libro Entdeckungen über die Theorie des Klanges [Descubrimientos sobre la teoría del sonido], en el que representó las figuras sonoras y describía cómo se podían producir. La gente estaba tan fascinada con los patrones que Chladni pudo ganarse la vida actuando como maestro y orador sobre sus figuras e incluso Napoleón dijo: «Este hombre deja ver los tonos».

## Las placas de Chladni
El experimento de las placas de Chladni, es una experiencia que permite visualizar ondas sonoras sobre un material. Las ondas sonoras son vibraciones que se pueden transmitir por los materiales. La idea es producir ondas sonoras en la placa metálica. La rigidez de la placa con una fijación, ya sea en los extremos o en el centro, provoca que la onda quede confinada en la placa formando ondas estacionarias sobre ella. Las ondas estacionarias son interferencias entre ondas incidentes y reflejadas que se producen en la placa. En el experimento original (realizado por el físico alemán Chladni, Ernst Florens Friedrich [1756-1827]) se fijaban las placas mediante un eje central para producir el efecto estacionario y se producía la vibración con un arco de violín. Las ondas estacionarias tienen la particularidad de presentar zonas de vibración nula (nodos) y zonas de amplitud máxima de vibración (vientres). Cuando la placa vibra, el polvo fino tiende a desplazarse por efecto gravitatorio desde las zonas de máxima vibración, a las zonas de vibración nula, pudiéndose visualizar los nodos en ella. Las diferentes frecuencias sonoras inducen diferentes modos de vibración, por lo que los dibujos sobre la placa van cambiando conforme se modifica la frecuencia del sonido.
| Figuras de Chladni |
| ------------------ |
|                    |
|                    |
|                    |
|                    |
|                    |
|                    |